# Parallelomma merzi
Parallelomma merzi är en tvåvingeart som beskrevs av Ozerov 2008. Parallelomma merzi ingår i släktet Parallelomma och familjen kolvflugor.
Artens utbredningsområde är Thailand. Inga underarter finns listade i Catalogue of Life.